# Eleccions generals japoneses de 1892
Les segones eleccions generals del Japó es van celebrar el 15 de febrer de 1892 i s'hi van elegir tots els escons de la Cambra de Representants, qui designa el primer ministre. Van ser avançades pel primer ministre Matsukata degut a la crisi i posterior estancament provocat pels liberals i els reformistes constitucionals, dins la Coalició Democràtica, al no aprovar els pressupostos de l'any 1892, fet que suposà un inconvenient per al govern. Les eleccions van esdevindre dins un ambient de violència política, amb l'assasinat de d'una vintena de persones i amb més de tres cents persones ferides durant el procés electoral, des de l'inici de campanya a la jornada de votacions.
La participació, com a les darreres eleccions, estigué restringida a només vora un 1% de la població i es registraren un 91,59% dels vots. Tot i els actes violents perpetrats per forces afins al govern, la Coalició Democràtica obtingué una segona nova victòria amb el 45% dels escons a la cambra però sense assolir la majoria absoluta de les eleccions anteriors. Els partits del bloc pro-govern imperial van aconseguir en el seu conjunt 124 escons, mentres que els 44 escons restants van ser pels candidats independents, que majoritàriament van donar suport a la Coalició Democràtica, fent que aquests comicis resultaren un fracàs per al règim imperial.

## Fets previs i campanya electoral
Després d'instaurar-se el sistema de monarquia constitucional i convocar-se les primeres eleccions l'any 1890, el règim imperial esperava una actitud dòcil per part del nou poder legislatiu amb la intenció de que aprovara totes les lleis sense moltes complicacions. No obstant això, els diputats van fer ús l'únic poder atorgat al poder legislatiu a la constitució Meiji: suspendre els pressupostos, com a gest per fer notar la seua resistència. Aquest fet va provocar un estancament general dins del govern imperial, el qual va dissoldre la dieta i va convocar eleccions avançades. L'Emperador Meiji expressà indirectament la seua preocupació pel fet que el problema es tornara a repetir «si la mateixa gent», és a dir, els liberals de la Coalició Democràtica, guanyava les eleccions y va sugerir que les oficines regionals del Govern promogeren que «les persones bones» es postularen com a candidats.
El Ministre de l'Interior, Yajiro Shinagawa, interpretà les declaracions de l'Emperador com una condemna als partits polítics i envià documents a totes les oficines regionals del Govern imperial aconsellant l'acomiadament dels hòmens profundament involucrats en l'activitat dels partits. Aquelles eleccions van ser recordades com les més violentes de la història del Japó, amb nombrosos disturbis, on van morir vora una vintena de persones i més de 300 resultaren ferides. La violència fou més forta en les zones del país amb major suport al Partit Liberal.
Els partits de caràcter liberal com el Partit Liberal i el Partit Reformista Constitucional, integrats dins de la Coalició Democràtica buscaven revalidar la majoria absoluta obtinguda a les darreres eleccions de 1890. Per altra banda, els conservadors i partidaris del Govern Imperial van coaligar-se en una coalició entre el Club Chûô, el Club Dokuritsu i els regionalistes de Kansai, o Club Kinki, intentant llevar-li la majoria legislativa als partits de caràcter liberal.
Motivat pel Primer Ministre Matsukata, el Ministre Shinagawa va ordenar arrestar als candidats que considerà "deslleials" i, amb escamots violents, importunaven als votants i cremaven les possessions dels polítics de l'oposició. Els Governadors de les prefectures i els caps de policia van rebre ordres secretes perquè interromperen les campanyes de polítics opositors "deslleials" i perquè ajudaren al màxim als candidats pro-govern. Les urnes van ser furtades a la prefectura de Kōchi i les votacions foren impossibles en algunes zones de la prefectura de Saga on fou suspesa. Les violacions van ser més evidents a la prefectura d'Ishikawa i a la de Fukuoka.

## Sistema electoral
De la mateixa forma que a les darreres eleccions de l'any 1890, només els ciutadans hòmens amb 30 anys o més, que no foren membre se la noblesa o de la Família Imperial (en quansevol de les seues branques) podien ser elegits com a membres de la Cambra de Representants. La cambra estva formada per 300 escons, elegits mitjançant un sistema dual entre l'escrutini uninominal majoritari i l'escrutini majoritari plurinominal. Hi havien 214 districtes uninominals amb només un candidat cadascun i 43 districtes plurinominals amb dos candidats cadascun on s'elegien als 86 representants restants. Hi hagueren un total de 900 candidatures, 343 menys que a les darreres eleccions de 1890. 474.759 persones van estar registrades per votar, només un 1% de la població total del Japó i sols 23.887 més que a les darreres eleccions de 1890 votant un 91,59% dels electors registrats, suposant un llegurea baixada en el nombre de votants en comparació amb les darreres eleccions.

## Resultats
Tot i la violència exercida durant tot el procés electoral per part de forces pro-governamentals, els partits que integraven l'anomenada Coalició Democràtica i els independents van aconseguir mantindre la majoria a la Cambra de Representants.
|              |                                  |         |       |        |     |
| Partit       | Partit                           | Vots    | %     | Escons | +/– |
|              | Partit Liberal                   | n/a     | n/a   | 94     | 36  |
|              | Grup de Negociació Central       | n/a     | n/a   | 81     | 79  |
|              | Partit Reformista Constitucional | n/a     | n/a   | 38     | 3   |
|              | Club de la Independència         | n/a     | n/a   | 31     | 5   |
|              | Club de Kinki                    | n/a     | n/a   | 12     | 5   |
|              | Independents                     | n/a     | n/a   | 44     | 1   |
| Total        | Total                            | n/a     | 100   | 300    | =   |
|              |                                  |         |       |        |     |
| Vots vàlids  | Vots vàlids                      | n/a     | n/a   |        |     |
| Vots nuls    | Vots nuls                        | n/a     | n/a   |        |     |
| Participació | Participació                     | 398.036 | 91,59 |        |     |
| Cens         | Cens                             | 434.594 |       |        |     |
| Font:        |                                  |         |       |        |     |

## Reaccions post-eleccions
Després dels comicis, la cambra legislativa, molt irritada pel comportament del Govern, es tornà a reunir el 6 de maig de 1892 mostrant el seu rebuig front el frau electoral i la violència exercida durant les eleccions. La Cambra de Representants va emetre una condemna oficial al govern pels fets violents l'11 de maig. Aquest fet comportà que el Ministre de l'Interior, en Shinagawa renunciara al seu càrrec el juny del mateix any. El pròpi Primer Ministre Matsukata també es va vore forçat a dimitir del seu càrrec el 8 d'agost. Fou substituït per en Hirobumi Ito, qui governà fins a l'any 1896.